# Harston
Harston ist eine Ortschaft rund 15 km südwestlich von Cambridge in der Region East Anglia in England.